# Martin Rothweiler
Martin Rothweiler (* 1959 in Düsseldorf) ist ein Philosoph, Theologe und seit 2011 Programmdirektor des römisch-katholischen Fernsehsenders EWTN-TV gGmbH.

## Leben
Rothweiler wuchs in Düsseldorf auf. Nach dem Abitur studierte er Philosophie und Theologie an der Rheinischen Friedrich-Wilhelms-Universität Bonn und Philosophie an der Päpstlichen Universität Heiliger Thomas von Aquin in Rom. Der MM Verlag, die  Deutsche Stiftung Denkmalschutz und die Universität Witten/Herdecke waren seine weiteren beruflichen Stationen, bevor er 2000 Geschäftsführer und 2011 Programmdirektor der deutschsprachigen EWTN wurde.

## Mitgliedschaften
- Komtur im Ritterorden vom Heiligen Grab zu Jerusalem
- Mitglied der Erzbruderschaft des Campo Santo Teutonico in Rom